# Dennis (2007)
Dennis ist ein dänischer Kurzfilm von Mads Matthiesen aus dem Jahr 2007.

## Handlung
Dennis ist ein bei seiner Mutter lebender Bodybuilder. Seine Eltern sind getrennt, sein Vater war Alkoholiker. Dennis lädt Patricia auf ein Date ein, ist aber zu schüchtern das seiner autoritären Mutter zu erzählen, die ihm solange Vorwürfe macht, dass er nicht mit ihr Abend essen will, bis er es doch tut. Als seine Mutter ihn jedoch mit seinem Vater vergleicht, verlässt er wütend das Haus und geht auf sein Date, in dessen Folge beide zu Patricia nach Hause fahren, wo ihre Freundinnen sind. Diese fordern Dennis auf sich auszuziehen, was er nach einiger Überredung tut, aber als zwei junge Männer die Wohnung betreten, verlässt er peinlich berührt die Wohnung und fährt nach Hause, wo er schließlich zusammen mit seiner Mutter im Bett schläft.

## Veröffentlichung
Der Film wurde erstmals am 23. August 2007 im Kopenhagener Kino Dagmar aufgeführt. Danach folgten mehrere Vorführungen auf Filmfestivals wie dem Sundance Film Festival 2008, dem Expresión en Corto Film Festival 2008 und dem Göteborg International Film Festival 2012.

## Kritik
„Ideen til manuskriptet er i sig selv beundringsværdig. Filmen dyrker det stakkels og det ynkelige ved det monstrøse menneske med den lille hjerne og det store hjerte. Det er både smukt og en smule bevægende og leder tankerne hen på mange klassiske eventyr, fx H.C. Andersens ‚Den grimme ælling‘. Kim Kolds portræt af Dennis er flot ramt: evigt selv-undskyldende, lavmælt og med blikket slået ned i jorden. Som Dennis’ mor er Elsebeth Steentoft raffineret martyrisk.“

„Die Idee zum Drehbuch ist in sich selbst bewundernswert. Der Film betet den bedauernswerten und den armseligen in dem monströsen Menschen mit dem kleinen Hirn und großen Herzen an. Er ist sowohl schön, als auch ein bisschen bewegend und lenkt die Gedanken hin zu großen klassischen Märchen wie Hans Christian Andersens Das hässliche Entlein. Kim Kolds Porträt des Dennis ist gutaussehend getroffen: Ewig unschuldig, leise und mit zur Erde gerichtetem Blick. Als Dennis’ Mutter ist Elsebeth Steentoft raffiniert märtyrerisch.“

## Auszeichnungen
- Bester Kurzfilm beim Berlin Interfilm Festival 2008
- International Jury Award beim Encounters International Film Festival 2008
- Bester Kurzfilm beim Melbourne International Film Festival 2008 (zudem City of Melbourne Award für Mads Matthiesen)
- Bester Schauspieler (Kim Kold) beim Toronto Worldwide Short Film Festival 2008
- Bester Kurzfilm beim Flickerfest International Short Film Festival 2009